# Svetovni pokal v biatlonu 2015
37. sezona svetovnega pokala v biatlonu se je začela 3. decembra 2014 v Östersundu in končala 22. marca 2015 v Rusiji.

## Koledar
| Datum                   | Kraj                 | Država    |
| ----------------------- | -------------------- | --------- |
| 1. – 7. december 2014   | Östersund            | Švedska   |
| 8. – 14. december 2014  | Hochfilzen           | Avstrija  |
| 15. – 21. december 2014 | Pokljuka             | Slovenija |
| 5. – 11. januar 2015    | Oberhof              | Nemčija   |
| 12. – 18. januar 2015   | Ruhpolding           | Nemčija   |
| 19. – 25. januar 2015   | Antholz              | Italija   |
| 2. – 8. februar 2015    | Nové Město na Moravě | Češka     |
| 9. – 15. februar 2015   | Oslo                 | Norveška  |
| 4. – 15. marec 2015     | Kontiolahti          | Finska    |
| 16. – 22. marec 2015    | Chanty-Mansijsk      | Rusija    |